# Cane da slitta della Kamčatka

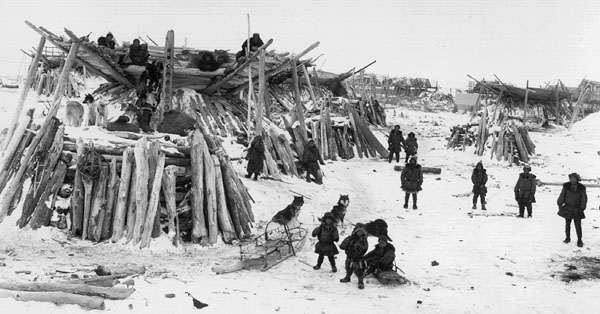
Kamchatka Sled Dogsin un villaggio Koryak nel 1900

Territori della Kamchatka in rosso

Il cane da slitta della Kamčatka (in russo: Камчатская ездовая собака, Kamčatskaja ezdovaja sobaka) o Kamchatka Sled Dog, Kamchatka Husky, Kamchatka Sled Laika o Koryak Dog, è una rara razza autoctona di cani da slitta sviluppata tipo laika dal popolo Itelmen e Koryak nella penisola della Kamčatka, in Russia. È considerato l'antenato del cane da slitta.

## Storia
Questi cani venivano usati, dalle popolazioni locali, per trasportare persone e merci; attualmente sono in corso sforzi per far rinascere la razza. 
Nel 1926, circa 50 mila cani rappresentanti della razza vivevano nel distretto di [Anadyr' e nel territorio della Kamčatka. Dopo gli anni '50 e '60, quando i miglioramenti nelle infrastrutture e nei viaggi meccanizzati insieme all'introduzione delle renne e alle politiche sovietiche sulle minoranze nazionali, portarono al crollo delle popolazioni indigene di cani da slitta; tanto che negli anni '80 questi cani erano quasi del tutto scomparsi.
Dagli anni '90 sono in corso sforzi per preservare gli esemplari di razza pura; nel 1990, si è tenuta la prima gara di slitte della Beringia per mostrare la tradizionale slitta trainata da cani da slitta della Kamčatka.
Lo standard per il cane da slitta della Kamčatka è stato approvato dalla Federazione russa di allevamento di cani da servizio nel febbraio del 1992.

## Caratteristiche
I cani da slitta della Kamčatka hanno un corpo allungato con un petto largo; hanno forti zampe anteriori con muscoli ben sviluppati. Questa struttura del corpo consente loro di percorrere lunghe distanze.
Hanno un cappotto spesso, con un lungo sottopelo.
Il colore può essere molto diverso tra i vai cani, il più ricercato è il colore multicolore, perché sono più facili da controllare alla vista.
Hanno una testa lupoide, gli occhi sono piccoli e l'iride ha un colore marrone scuro, ma ci sono individui con occhi chiari come i Siberian Husky.
Hanno orecchie appuntite verticali.
Questi cani raramente abbaiano e non sono adatti alla guardia, infatti, sono amichevoli, giocosi, intelligenti, curiosi, obbedienti; non possono essere tenuti in uno spazio limitato hanno necessità di svolgere esercizi intensi. Vivono in media fino a 12-15 anni.